# Poul Otto
Poul Emil Otto (født 19. december 1913 i København-2003) var en dansk atlet medlem af Ben Hur.
Poul Otto deltog i højdespring på OL 1936 i Berlin, hvor han nåede en 12. plads med 1,85. Han vandt fire DM i højdespring og et i længdespring, det blev til fem danske rekorder i højdespring med 1,91 som bedst. Han var vinder af B.T.s Guld 1935.

## Danske mesterskaber
- Guld 1942  Højdespring  1,88
- Guld 1941  Længdespring  6,71
- Sølv 1941  Højdespring  1,82
- Guld 1940  Højdespring  1,88
- Sølv 1940  Længdespring  6,70
- Sølv 1939  Højdespring  1,75
- Bronze 1939  Længdespring  6,71
- Guld 1937  Højdespring  1,85
- Sølv 1937  Længdespring  6,84
- Bronze 1937  Trespring  13,44
- Sølv 1936  Højdespring  1,80
- Sølv 1936  Trespring  13,38
- Bronze 1936  Længdespring  6,77
- Guld 1935  Højdespring  1,90
- Bronze 1935  Længdespring  6,76
- Bronze 1935  Trespring  13,24
- Sølv 1934  Længdespring  6,85

## Bedste resultat
Højdespring: 1,91 1940 Dansk rekord